# 王悦 (晋朝)
王悅（？—？），字長豫，琅琊臨沂（今山東臨沂）人。東晉丞相王導長子。
王悅二十歲時就有很高名聲，而且十分盡孝，和顏悅色的事奉父母，王導亦十分疼愛他。有一次王導與王悅下圍棋，王悅爭道，王導因而笑說：「我和你有親屬關係，怎能這樣呀！」王悅性格節儉，但一次儲存的果子放到腐爛了，王導唯有命人丟掉，仍說：「勿使大郎知。」
王悅侍講東宮，歷任吳王友、中書侍郎，比王導先死，諡為貞世子。王悅死前，與王導說話都以謹慎保密為首。王導每次回臺城，王悅都會親身送行，又常為母親曹淑收拾行裝。王悅死後，王導每次回臺城都會從昔日王悅送行的地方一直哭到臺城城門；而曹淑將收行李箱一直封存，不忍心再次打開，觸景傷情。

## 後嗣
因王悅無子，故以其弟王恬兒子王混（或名王琨）為嗣子，承襲王導始興郡公的爵位。

### 孫兒
- 王嘏，王琨子，晉中領軍、尚書，嗣爵。
- 王誕，王琨子，劉裕幕下謀臣。

## 延伸阅读
[在维基数据编辑]
 《晉書·卷065》，出自房玄齡《晉書》